# Suzuki e Vitara
Suzuki e Vitara — електричний субкомпактний кросовер (B-сегмент) японського виробника Suzuki, який використовує назву Vitara. 

## Опис
Suzuki представила e Vitara 4 листопада 2024 року в Мілані, Італія. 
Автомобіль був попередньо представлений концептом Suzuki eVX, який вперше був продемонстрований на виставці Auto Expo в Індії в січні 2023 року. 
e Vitara буде представлена в Індії до березня 2025 року, а в Європі та Японії її надходження очікується до середини 2025 року. 
Стверджується, що e Vitara розроблено на платформі «скейтборд» Heartect-e, розробленої для забезпечення підвищеної цілісності конструкції та зниженого центру ваги . Доступні два варіанти акумулятора: Акумуляторна батарея на 49 кВт/год на 144 к.с. і батарея на 61 кВт/год на 172 к.с. 
У цих акумуляторних блоках використовуються пластинчасті елементи з літій-залізо-фосфату (LFP), вироблені BYD, відомі своєю стабільністю та функціями безпеки. 
Топовий варіант e Vitara буде оснащений системою повного приводу AllGrip-e, пропонуючи 181 к.с. і 300 Нм крутного моменту з адаптованими режимами водіння, адаптованими до різних умов водіння. 
У платформу інтегрована технологія eAxle, створена у співпраці з Toyota.  
Виробництво eVitara почалося на заводі Suzuki Motor Gujarat в Індії навесні 2025 року, а продажі в Європі, Індії та Японії почнуться влітку.
  

Він також продається Toyota зі зміненим стилем як Toyota Urban Cruiser.

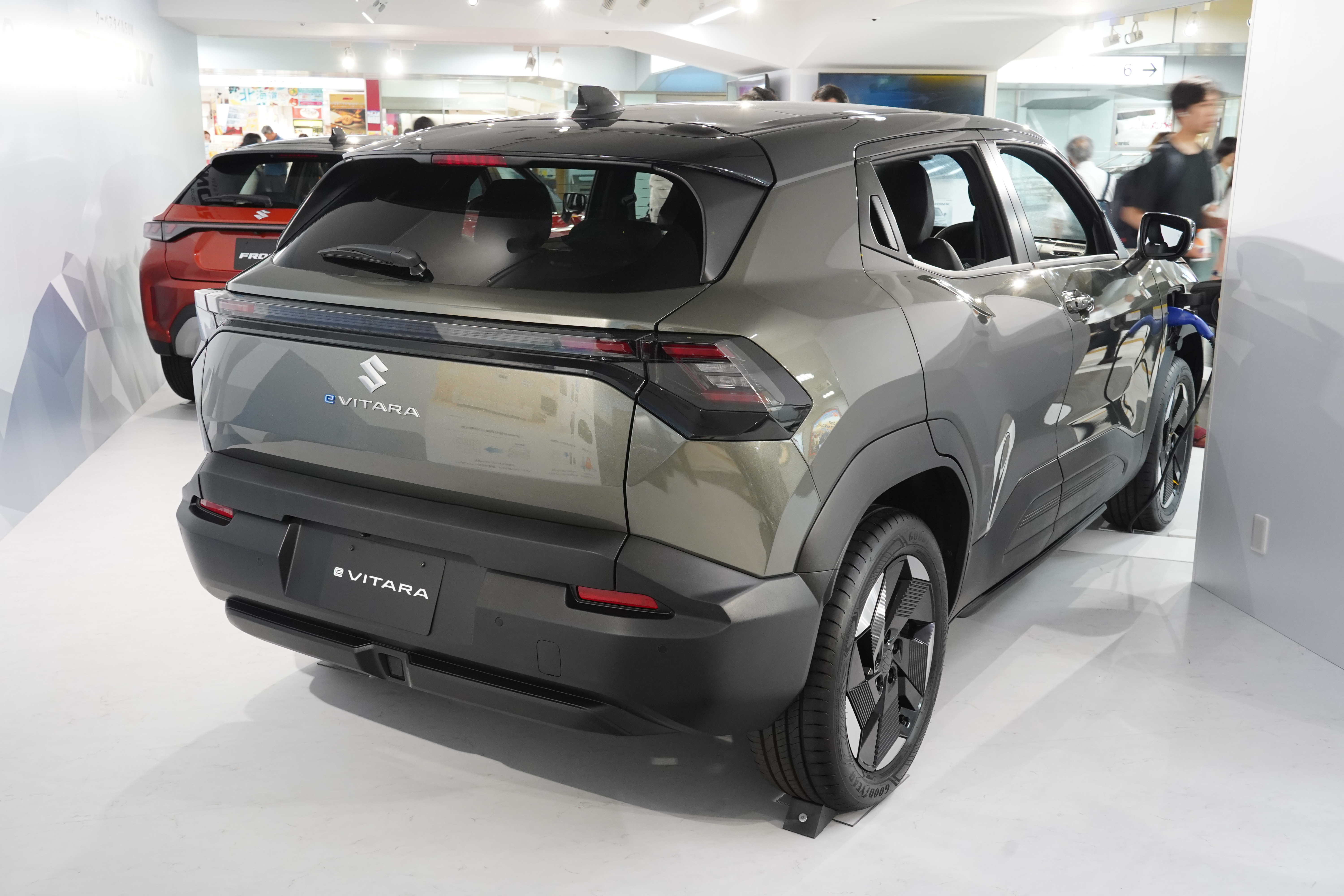
Вид ззаду
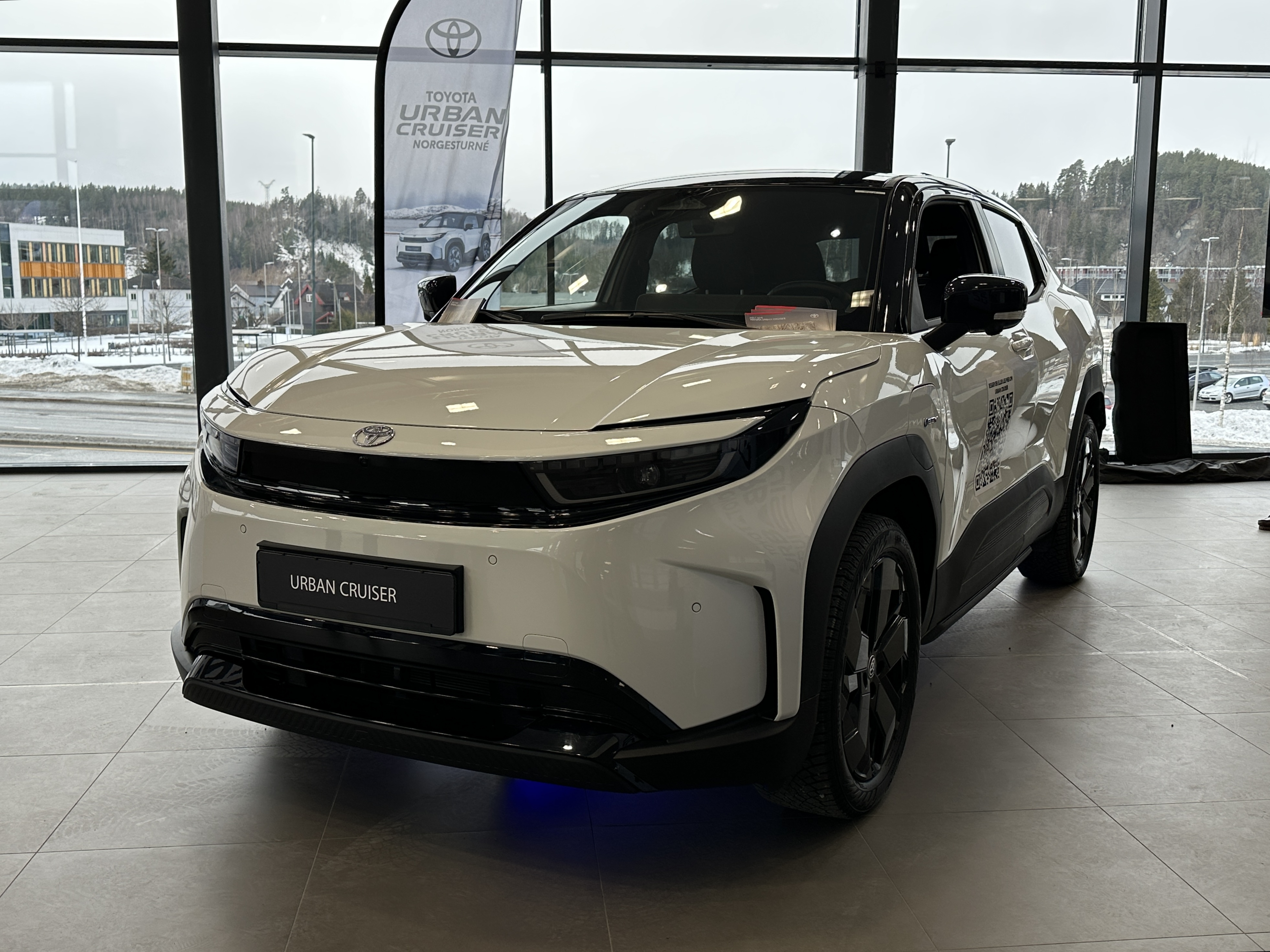
Toyota Urban Cruiser